# Петька у космосі
Петька у космосі — радянський художній фільм 1972 року, знятий на Одеській кіностудії.

## Сюжет
Школяр Петя, любитель помайструвати і пофантазувати, одного разу спорудив космічний ліфт. Над ним, звичайно, всі посміялися, але Петя не образився, а взявся за наступний винахід — і незабаром сконструював незвичайну кухню. Кухня всіх привела в повний захват, і учитель запропонував послати Петю на виставку технічної творчості.

## У ролях
- Андрій Філімонов — Петя Махрютін
- Борис Зайденберг — Андрій Петрович, вчитель фізики
- Володимир Балон — Олег Миколайович, тренер по картингу
- Ольга Ваганова — Майка (озвучила Лія Ахеджакова)
- Сергій Васильєв — Шурик
- Олена Рябухіна — Люся Ромашова
- Валентин Тарасов — Гена Степанов
- Михайло Хукаленко — Міша
- Тетяна Чернова — Валентина Яківна, викладач хореографії
- Михайло Драновський — Аркадій, співробітник Інституту електроніки (озвучив Артем Карапетян)
- Юрій Горобець — епізод
- Світлана Гужва — епізод

## Знімальна група
- Режисер — Георгій Юнгвальд-Хількевич
- Сценарист — Йосип Дік
- Оператор — Євген Гречановський
- Композитор — Адольф Замшев
- Художник — Юрій Горобець